# Endosiphonia
Endosiphonia Ardissone, 1883  é o nome botânico de um gênero de algas vermelhas pluricelulares da subfamília Choreonematoideae.
- São algas marinhas encontradas na Europa, África, Ásia, América do Norte (Califórnia e México), América do Sul (Chile e Ilhas Galápagos), Austrália e em algumas ilhas do Atlântico e Pacífico.

## Sinonímia
- Atualmente é sinônimo de Choreonema F. Schmitz, 1889.

## Espécies
- Endosiphonia thuretii (Bornet) Ardissone, 1883

= Choreonema thuretii (Bornet) F. Schmitz, 1889